# Pleebo
Pleebo è un centro abitato della Liberia, situato nella Contea di Maryland.